# Mercedes-Benz F 200

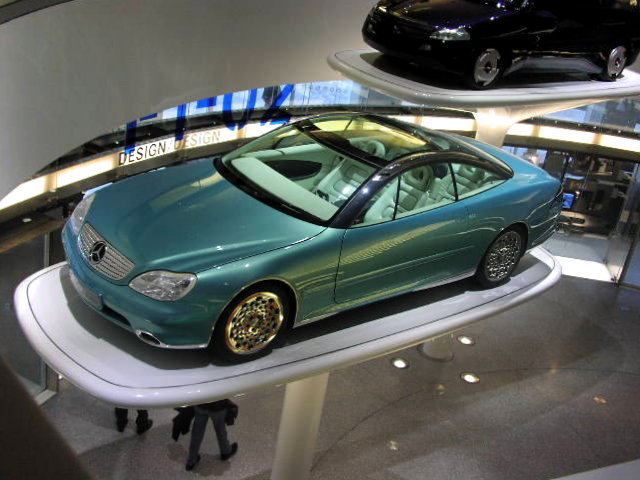
Mercedes-Benz F 200

Der Mercedes-Benz F 200 Imagination ist ein Konzeptfahrzeug der Marke Mercedes-Benz.

## Geschichte
Das Fahrzeug wurde auf dem Mondial de l’Automobile 1996 in Paris erstmals vorgestellt, mit dem Zweck Innovationen bei Design und Technik zu zeigen. Der F 200 ist im Mercedes-Benz Museum ausgestellt.

## Innovationen

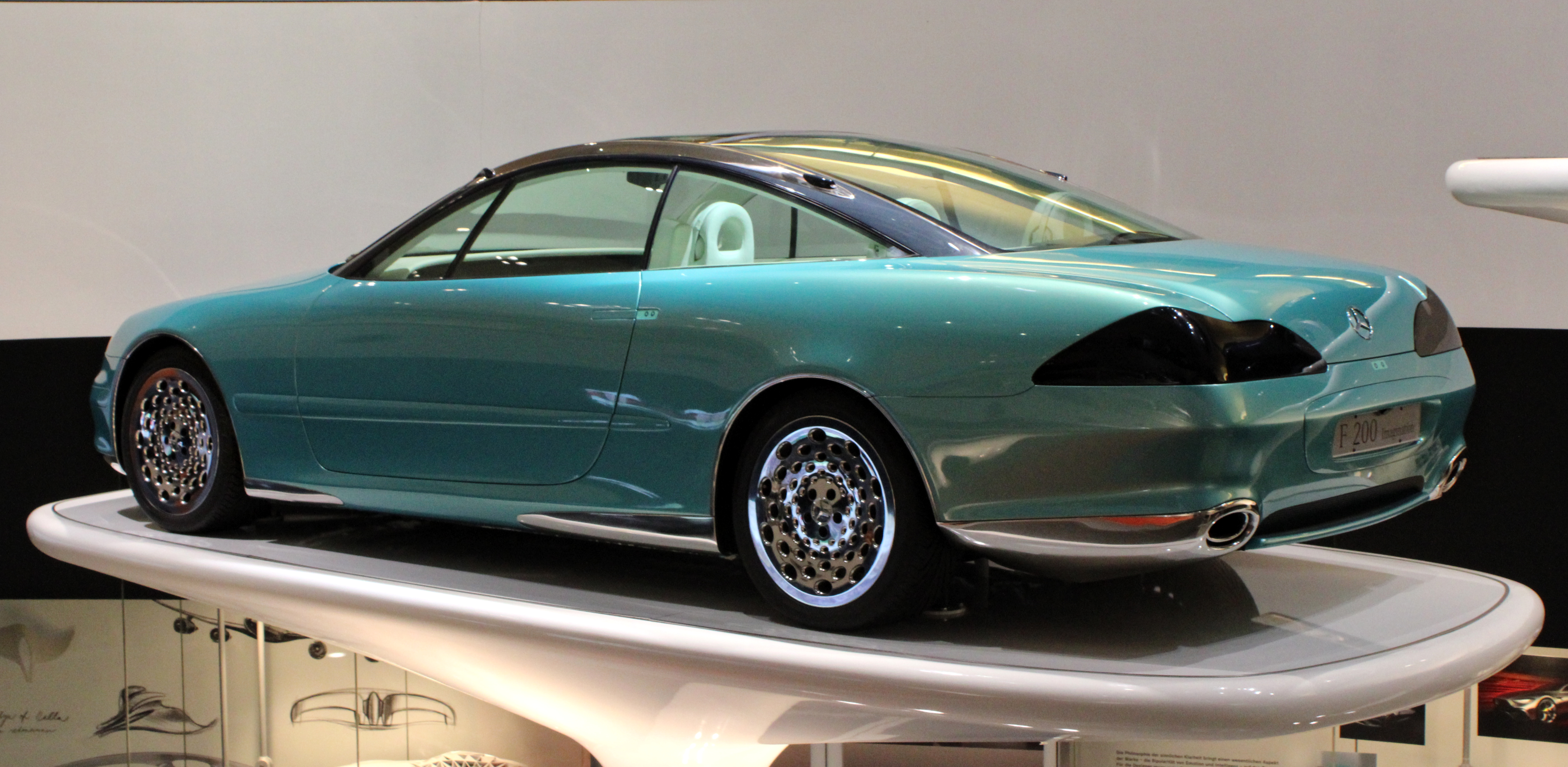
F 200 im Mercedes-Benz Museum

Der F 200 Imagination zeigte eine Reihe von Innovationen, die später in Serienfahrzeugen von Mercedes-Benz auf den Markt kamen.
- Sidesticks statt Lenkrad: Drive-by-Wire
- Scherentüren, Serieneinführung 2003 im Mercedes-Benz SLR McLaren
- Elektrotransparentes Glasdach. Serieneinführung 2002 im Maybach 62
- Videokameras statt Rückspiegel.[1]
- Window-Airbag, Serieneinführung 1998 in der Mercedes-Benz Baureihe 220.
- Zukunftsweisende Fahrdynamikregelung
- Active Body Control (Aktive Radaufhängung): im Mercedes-Benz C 215 1999.
- Scheinwerfersystem mit variabler Lichtverteilung. Serieneinführung 2003 als Bi-Xenon Scheinwerfer mit aktivem Kurvenlicht in der Mercedes-Benz Baureihe 211 E-Klasse
- Spracherkennung für das Mobiltelefon (Handy). Serieneinführung 1996 unter dem Namen Linguatronic in der Mercedes-Benz Baureihe 140.